# 加登瓦利 (加利福尼亞州埃爾多拉多縣)
加登瓦利（英語：Garden Valley）是位於美國加利福尼亞州埃爾多拉多縣的一個非建制地區。該地的面積和人口皆未知。

## 地理
加登瓦利的座標為38°51′15″N 120°51′34″W / 38.85417°N 120.85944°W，而該地的平均海拔高度為594米（即1949英尺）。